# Sanritsu Denki
 (octobre 2024).
Si vous disposez d'ouvrages ou d'articles de référence ou si vous connaissez des sites web de qualité traitant du thème abordé ici, merci de compléter l'article en donnant les références utiles à sa vérifiabilité et en les liant à la section « Notes et références ».
Sanritsu Denki était une société japonaise de création de jeux vidéo et jeux vidéo d'arcade.
Elle est devenue SIMS Ltd. le 12 juin 1991 à la suite d'un rapprochement avec Sega dont elle a porté certains des hits.
Ils ont créé des jeux tels que :
- Appoooh (Arcade) (1984)
- Bank Panic (Arcade) (1984)
- Bomber Raid[1] (Sega Master System) (1988)
- Aerial Assault (Sega Master System) (1990)
- Assault City (Sega Master System) (1990)
- Peepar Time (Famicom) (1990)
- Slap Shot (Sega Master System) (1990)
- Slaughter Sport (Mega Drive) (1990)
- Alien Syndrome[1] (Sega Master System/Famicom) (1990)
- ESWAT: Cyber Police (Sega Master System) (1990)[1]
- Out Run (Mega Drive portage de la version Arcade) (1991)
- Fantasy Zone (Sega Game Gear) (1991)
- Gain Ground (Sega Master System/Mega Drive) (1991)